# 小原稚子
小原 稚子（おはら わかこ、1940年（昭和15年） 9月3日 - 2023年（令和5年）2月18日）は、大阪府出身の華道関係者である。いけばな小原流最高顧問。元家元代行。

## 人物
- いけばな小原流三世家元小原豊雲の長女として大阪に生まれ、神戸で育った。
- 神戸女学院高等学部卒業後、奨学資金給与生として、アメリカ・オハイオ州ウェスタン女子大学（英語版）に留学し、当時大学始まって以来の美術と宗教学の両学部を二重専攻[2]して1963年（昭和38年）卒業する。
- 米国アメリカン・フローラル・アートスクール集中コース終了、同専門コース終了（ディプロマ取得）。学位はBachelor of Arts (B.A)。
- 1963年（昭和38年）アメリカグッゲンハイム財団賞（油絵）、日本二科展入選（油絵）2回
- 1967年（昭和42年）野村證券副社長（当時）子息である商社勤務の男性と結婚[3]。
- 財団法人小原流理事、国際部部長としていけばなの普及を通しての国際親善をめざし世界を駆け巡る日々を過ごした。
- 四世家元小原夏樹逝去後は家元代行を2010年（平成22年）まで務める。
- 一般社団法人いけばなインターナショナル名誉顧問[4]、一般社団法人出版文化国際交流会理事などを務める。

## 著作物
- 『稚子・日本をあるく』 主婦の友社、1966年
- 『胸いっぱいの打ち明け話』 青春出版社、1981年
- 『花あかり』 河出書房新社、1991年
- 『絵本 花のこども』 アートン、2004年